# 다쓰루하마정
다쓰루하마정(田鶴浜町)은 이시카와현 가시마군에 설치되었던 정이다. 2004년 10월 1일에 나나오시 및 주변 1촌 2정을 신설 합병해 신・나나오시가 되었다.

## 연혁
- 1934년 6월 1일 - 다즈루하마촌, 하시촌, 아카구라촌의 3촌이 합병해 와쿠라정(和倉町)이 성립하였다..
- 1939년 7월 20일 - 와쿠라정의 일부가 나나오시에 편입되고, 다쓰루하마정 (田鶴浜町)으로 개칭되었다.
- 1954년 3월 31일 - 다쓰루하마정 , 가네가사키촌, 소마촌의 일부가 합병해 새로운 다쓰루하마정이 되었다..
- 2004년 10월 1일 - 나나오시, 다쓰루하마정, 나카지마정, 노토지마정이 합병하여, 새로운 나나오시(七尾市)가 되었다. 동일 다쓰루하마정은 폐지되었다.

## 교통

### 철도
- 노토 철도 나나오선

### 도로
- 국도 249호선